# Dolný Hričov
Dolný Hričov (en allemand : Niederhritschau ; en hongrois : Alsóricsó) est une commune de la région de Žilina, en Slovaquie.

## Histoire
La première mention écrite du village date de 1208.

## Démographie

### Évolution de la population
| Année:               | 1994. | 2004.   | 2014.   | 2024.   |
| -------------------- | ----- | ------- | ------- | ------- |
| Nombre de personnes: | 1404  | 1496    | 1548    | 1692    |
| Différence:          |       | +6,55 % | +3,47 % | +9,30 % |

| Année:               | 2023. | 2024.   |
| -------------------- | ----- | ------- |
| Nombre de personnes: | 1673  | 1692    |
| Différence:          |       | +1,13 % |